# Guillermo Fraile
Guillermo Fraile Martín, O.P., (Yecla de Yeltes, 10 de febrero de 1909 – París, 20 de julio de 1970) fue un sacerdote, fraile dominico, filósofo e historiador de la Filosofía español. Su obra cumbre fue la Historia de la Filosofía (1956-1985) publicada en la editorial BAC que dejó inconclusa a su muerte en 1970 y que debió acabar fray Teófilo Urdánoz, O.P.

## Biografía
Nació en Yecla de Yeltes (Salamanca) el 10 de febrero de 1909, en el seno de una familia acomodada. En 1927 se dirige a Corias (Asturias) e ingresa en la Orden de Predicadores. Después de estudiar filosofía, cursa los estudios de teología en el Studium Generale del Convento de San Esteban de Salamanca, alcanzando el título de Lector (el doctorado en la Orden de Predicadores) en Filosofía y en Teología. En 1933 se le encarga la enseñanza de la Filosofía, impartiendo lecciones de Cosmología, Psicología y Teoría del conocimiento. En 1937 comienza a impartir la asignatura de Historia de la filosofía, materia a la que se dedicará el resto de su vida.
Al ser creada la Facultad de Filosofía en la Universidad Pontificia de Salamanca, fue llamado a ella como profesor de Historia de filosofía. Desde 1956 regenteó la cátedra como ordinario, primero de toda la materia, después de la parte antigua, hasta finalizar el curso de 1970. Su labor docente alternaba con intensa labor apostólica como orador sagrado y como conferenciante académico. Son innumerables los discursos y conferencias que pronunció en universidades y centros académicos de España, siempre con la misma lucidez y brillante estilo oratorio. Con su actividad docente comenzó también su labor de escritor, favorecida por sus superiores cualidades y exquisita formación literaria. Su primer fruto al público fue un comentario, en extremo elogioso, a la producción filosófica de Ortega y Gasset con ocasión de la primera edición conjunta de sus escritos, Las obras de Ortega y Gasset, en La Ciencia Tomista (1933), debiendo con ello figurar como uno de los primeros comentaristas del maestro.
Su colaboración asidua sobre temas filosóficos comienza al ser nombrado director dela revista La Ciencia Tomista en 1937, sucediendo a Alberto Colunga, O.P. En 1944 deja la dirección de la revista en manos de Vicente Beltrán de Heredia, O.P. Con todo, su obra cumbre como escritor e investigador, es su monumental y conocida Historia de la Filosofía (1956-1985), escrita junto a Teófilo Urdánoz, O.P., y que causó un gran impacto en los especialistas y en el público culto una obra de tan clara, armónica y profunda exposición de los sistemas, de tanto rigor científico mediante el constante contacto con las fuentes y de tan exuberante y casi exhaustiva erudición de autores, fechas y datos bibliográficos. Falleció repentinamente en París el 29 de julio de 1970 .
Perteneció a la estirpe de dominicos estrictamente tomistas que se formó en torno al Convento de San Esteban de Salamanca en la primera mitad del siglo XX, junto a los padres Santiago Ramírez, Victorino Rodríguez, Vicente Beltrán de Heredia, Teófilo Urdánoz, Manuel Cuervo, Alonso Lobo, Antonio Royo Marín, Aniceto Fernández Alonso, Venancio Diego Carro, Francisco Pérez Muñiz, etc.

## Distinciones
- Premio de la Fundación March en reconocimiento a su magna labor investigadora.

- Miembro de la Asociación de Derecho Internacional Francisco de Vitoria.

## Obras

###### Libros[9]
Inició una monumental Historia de la filosofía de cuya publicación se ocupó la Biblioteca de Autores Cristianos. Lamentablemente falleció antes de poder terminarla, por lo que tuvo que continuar el trabajo su hermano de hábito el P. Teófilo Urdánoz, O.P. Los volúmenes escritos y publicados por el P. Fraile son: 
- Historia de la filosofía, vol. I,  Grecia y Roma (Madrid, 1956, 1ª ed.).
- Historia de la filosofía, vol. II, Judaísmo, Cristianismo, Islam (Madrid, 1960, 1ª ed.).
- Historia de la filosofía, vol. III, DeI Renacimiento a Ia Ilustración (Madrid, 1966, 1ª ed.).

Los tres volúmenes han tenido varias ediciones y reimpresiones. En las últimas, el volumen II ha sido dividido: 
- Historia de la filosofía, vol. II (1º), El cristianismo y la filosofía patrística. Primera escolástica.

- Historia de la filosofía, vol. II (2º), Filosofía judía y musulmana. Alta escolástica: desarrollo y decadencia.

También escribió una Historia de la filosofía española para la Biblioteca de Autores Cristianos, pero murió antes de publicarla. De nuevo, su compañero de hábito, el P. Teófilo Urdánoz, O.P., se ocupó de revisarla y publicarla (la edición mantuvo al P. Fraile como autor y al P. Urdánoz como revisor):
- Historia de la filosofía española, vol. I, Desde Ia época romana hasta fines del siglo XVIII (Madrid, 1971, 1ª ed.).

- Historia de la filosofía española, vol. II, Desde Ia Ilustración (Madrid, 1972, 1ª ed.).

###### Colaboración en obras colectivas[9]
- "La forma en los seres no vivientes y vivientes", La forma: IV Semana de Filosofía (Madrid 1957) 77-116.
- "La piedad erasmista frente al Renacimiento paganizante", Congreso nacional Ignaciano (Barcelona 1958) 1-20.
- "La filosofía española y el Califato de Córdoba", Anales de Ia Universidad laboral de Córdoba (1961).

###### Artículos[9]
- "San Alberto Magno, Obispo y Doctor de la Iglesia", en La Vida Sobrenatural 24 (1932): 359-373.
- "Las obras completas de Ortega y Gasset", en La ciencia tomista 48 (1933) 344-53.
- "Francisco de Vitoria, norma y síntesis del Renacimiento ortodoxo de nuestro Siglo de Oro", en La ciencia tomista 50 (1934) 15-26.
- "Filosofía del comunismo marxista", en La ciencia tomista 57 (1937) 243-62.
- "Santo Tomás y Ia orientación intelectual de Ia nueva España", en La ciencia tomista 57 (1938) 6-14.
- "Del humanismo al bolchevismo", en La ciencia tomista 57 (1938) 379-97.
- "¡La guerra ha terminado!", en La ciencia tomista 58 (1939) 5-16.
- "Inauguración de Ia Pontificia Universidad Eclesiástica de Salamanca", en La ciencia tomista 59 (1940) 582-88.
- "El retorno a Santo Tomás", en La ciencia tomista 60 (1941) 81-108.
- "En torno al problema de Ia materia", en La ciencia tomista 61 (1941) 245-72.
- "En torno al problema de Ia materia", en La ciencia tomista 62 (1942) 232-58.
- "En torno al problema de Ia materia", en La ciencia tomista 63 (1942) 312-28
- "¿Certeza? ¿Duda? ¿Ignorancia? Actitud inicial ante el problema crítico", en La ciencia tomista 62 (1942) 29-67.
- "Catolicismo e Hispanidad", en La ciencia tomista 64 (1943) 101-28.
- "Sobre el origen de Ia filosofía griega", en La ciencia tomista 65 (1943) 251-77.
- "El constitutivo formal de la persona según Capreolo", en La ciencia tomista 67 (1944) 129-99.
- "El M. R. Mtro. Fr. Luis G. Alonso Getino", en La ciencia tomista 71 (1946) 330-40.
- "Vitoria y Ia orientación de la ciencia española en el siglo XVI", en Anuario de Ia Asociación Francisco de Vitoria 8 (1947).
- "Sócrates, ¿filósofo o político?", en La ciencia tomista 74 (1948) 319-27.
- "In memoriam. Monseñor Martín Grabmann", en La ciencia tomista 76 (1949) 336-37.
- "El Cristianismo y Ia Filosofía", en Estudios filosóficos 3 (1954) 33-81.
- "El bien común en Ia Política de Aristóteles", en La ciencia tomista 82 (1955) 309-35.
- "Teología de Platón", en La ciencia tomista 82 (1955) 607-24.
- "Prolegómenos al problema crítico", en Estudios filosóficos 4 (1955) 81-121.
- "Ser, saber y virtud en Platón", en Salmanticensis 3 (1956) 137-63.
- "El P. Zeferino González y Díaz Tuñón", en Revista de Filosofía 15 (1956) 438-40.
- "Aspectos del pensamiento orteguiano", en Estudios filosóficos 6 (1957) 389-47.
- "El humanismo, Erasmo y Vitoria", en Estudios filosóficos 6 (1957) 491-508.
- "El P. Ramírez escribe sobre Ortega", en Salmanticensis 5 (1958) 231-39.
- "Epístola a un lector de Ortega", en Sapientia 13 (1958) 199-202.
- "España y el Islam. Cruce de caminos culturales", en Sapientia 15 (1960) 270-84.
- "La 'Filosofía' y las 'Ciencias'", en Estudios filosóficos 10 (1961) 201-34.
- "Divagaciones sobre el ser en cuanto ser", en Estudios filosóficos 10 (1961) 471-86.
- "Aportaciones españolas a Ia Filosofía", en Espíritu 11 (1962).
- "La Filosofía como lugar teológico", en Estudios filosóficos 12 (1963) 511-20.
- "La 'ley' de Comte y Ia Universidad española", en Punta Europa 83 (1963) 57-79.
- "Hobbes y Rousseau, con Vitoria al fondo", Anuario de Ia Asociación Francisco de Vitoria 15 (1964) 54-62.
- "Idea del mundo y filosofía de la naturaleza", en Estudios filosóficos 16 (1967) 171-76.
- "El sistema de Ortega y Gasset", en Estudios filosóficos 18 (1969) 147-57.

###### Boletines[9]
- "Boletín de Historia de Ia Filosofía", en La ciencia tomista (50 (1934) 355-86.
- "Boletín de Historia de Ia Filosofía", en La ciencia tomista 53 (1936) 5985, 224-37.
- "Boletín de Cosmología", en La ciencia tomista 55 (1936) 70-92.

###### Recensiones[9]
- Muy numerosas, principalmente en La ciencia tomista entre 1934 y 1970, y en Salmanticensis entre 1950 y 1970.